# Živa istina (1972.)
Živa istina, hrvatski dugometražni film iz 1972. godine.